# Бочаров, Вячеслав Алексеевич
Вячесла́в Алексе́евич Бочаро́в (род. 17 октября 1955, Донской, Тульская область) — российский военнослужащий, офицер Управления «В» («Вымпел») Центра специального назначения Федеральной службы безопасности Российской Федерации, полковник, принимавший участие в освобождении заложников во время теракта в Беслане, в ходе которого получил тяжёлое ранение. За мужество и героизм был удостоен звания Героя Российской Федерации. Член Общественной палаты РФ с 2014 года, 1-й заместитель секретаря Общественной палаты, секретарь Общественной палаты V созыва. Член исполкома Паралимпийского комитета России.

## Биография

### Ранние годы
Вячеслав Бочаров родился 17 октября 1955 года в городе Донской Тульской области. Детство провёл в городе Синельниково Днепропетровской области Украинской ССР. С ранних лет Вячеслав мечтал стать военным и много времени уделял спорту: он занимался лёгкой атлетикой, а также бегом на дистанцию 800 метров, и неоднократно выигрывал районные соревнования. После 8 класса Бочаров планировал поступить в суворовское училище, однако не успел вовремя оформить документы. В 9 классе Вячеслав принял решение после окончания школы уйти служить в воздушно-десантные войска.

### Служба в воздушно-десантных войсках
Окончив школу в 1973 году, Бочаров поступил в Рязанское высшее воздушно-десантное командное училище. На втором курсе училища Вячеслав был повышен в звании до сержанта и получил под своё командование отделение курсантов в составе 9 человек. В 1976 году его с однокурсниками направили на стажировку в 44-ю учебную воздушно-десантную дивизию, дислоцированную в Прибалтике, где ему поручили вести занятия по тактике и огневой подготовке в одной из разведывательных рот. В мае того же года он стал свидетелем гибели четырёх десантников со своего курса, разбившихся во время учебных прыжков из самолёта Ил-76 из-за внезапно налетевшего шторма. В 1977 году Бочаров окончил училище. Впоследствии его назначили командиром взвода в школе прапорщиков в Гайжюнае (Литовская ССР).
Когда в 1979 году начался ввод советских войск в Афганистан, Вячеслав Бочаров написал рапорт с просьбой о переводе в боевое подразделение, однако поначалу получил отказ. Командование согласилось направить Бочарова в Афганистан лишь два года спустя. 12 декабря 1981 года старший лейтенант Бочаров прибыл в Кабул, став заместителем командира разведроты в 317-м парашютно-десантном полку. Разведрота, в которой служил Вячеслав, занималась охраной кабульского аэродрома.
В конце февраля 1982 года Бочаров принял участие в операции, которая проводилась 103-й дивизией ВДВ в провинции Тагаб. 16 десантникам под его командованием было приказано занять ночью вершину горного хребта, а затем обстреливать оттуда ущелье, через которое, по данным разведки, должны были проходить афганские моджахеды. Однако в горах разведгруппа сама попала в засаду душманов. Бочаров был ранен пулемётной очередью в обе ноги, однако продолжил командовать группой. Десантникам удалось обойти афганских боевиков с тыла и уничтожить их; затем бойцы Бочарова заняли круговую оборону. Через несколько часов на помощь к разведгруппе подошёл десантный батальон, и Вячеслава Бочарова и его подчинённых эвакуировали в тыл. Раненый Бочаров перенёс несколько операций в госпиталях Джелалабада и Кабула, а после выздоровления вернулся в строй. За свои действия в февральском бою он был награждён орденом Красной звезды. Позднее его повысили в звании до капитана и назначили командиром роты, охранявшей резиденцию президента ДРА Бабрака Кармаля и военный госпиталь.
Бочаров прослужил в Афганистане до конца 1983 года. Вернувшись в Советский Союз, он служил командиром роты в 51-м полку 106-й воздушно-десантной дивизии под Тулой и в 242-м учебном центре ВДВ в Литве. За образцовую службу командование рекомендовало Бочарова к зачислению в Военную академию имени М. В. Фрунзе, которую он окончил в 1990 году (во время учёбы в академии ему присвоили звание подполковника). После выпуска из академии Бочаров сначала стал начальником штаба полка в Гайжюнае, а затем был переведён в Москву в Управление командующего ВДВ, где в 1993—1998 годах заведовал вопросами военного образования.

### Служба в спецподразделении «Вымпел»
В 1998 году Вячеслав Бочаров перешёл на работу в спецподразделение «Вымпел» ЦСН ФСБ России и был назначен заместителем начальника отдела. В 2000 году он окончил заочно Академию народного хозяйства при Правительстве РФ.
В составе «Вымпела» Бочаров с осени 1999 года принимал участие во Второй чеченской войне. Спецназ ФСБ активно привлекался к поиску оборудованных в горно-лесистой местности схронов с оружием и баз чеченских боевиков. В одной из спецопераций бойцам «Вымпела» под руководством Вячеслава Бочарова удалось обнаружить личный архив президента ЧРИ Аслана Масхадова, закопанный во дворе одного из частных домов в селе Бачи-Юрт. 14 мая 2000 года Бочаров едва не погиб, когда вертолёт, на котором он вместе с другими спецназовцами возвращался на базу, был сбит и упал на минное поле возле села Ведено.

#### Теракт в Беслане
1 сентября 2004 года полковник Вячеслав Бочаров и другие бойцы Центра специального назначения ФСБ вылетели в Беслан (Северная Осетия), где группа террористов под командованием Руслана Хучбарова захватила свыше 1100 заложников и удерживала их в спортзале школы № 1. Спецназовцев разместили в техникуме, располагавшемся в 300 метрах от захваченной школы. С первого дня теракта шла подготовка к штурму. Каждая из штурмовых групп изучала пути незаметного подхода к зданию на выделенном ей участке и оборудовала огневые позиции; при этом террористы постоянно обстреливали прилегающую к школе территорию. По плану полковнику Бочарову и его подчинённым требовалось взять под контроль начальную школу, которая находилась напротив центрального входа; после этого часть бойцов «Вымпела» должна была прикрывать оттуда штурмовую группу, прорывавшуюся к школе. Остальные спецназовцы под командованием Бочарова получили приказ проникнуть в школу № 1 через медпункт.
3 сентября 2004 года в спортзале школы произошли два взрыва, после чего террористы начали расстреливать убегавших заложников. Связавшись со штабом, Бочаров получил приказ выдвигаться к школе. Вместе с двумя офицерами спецназа он под огнём боевиков добрался до школьного медпункта, однако оказалось, что внутри не было прохода в основное здание школы. Вячеслав решил в одиночку прорваться через простреливаемый школьный двор. Бочаров был первым спецназовцем, кому удалось проникнуть в удерживаемую боевиками школу. Когда Вячеслав вошёл в спортзал, где к тому времени начинался пожар, ему пришлось передвигаться ползком, так как террористы вели по нему огонь со второго этажа здания. Бочаров вытащил из-под обстрела несколько раненых заложниц и перенёс их в безопасное место. В коридоре на первом этаже школы Вячеслав Бочаров был тяжело ранен: находившийся в столовой пулемётчик террористов попал ему в голову, когда полковник «Вымпела» попытался добежать до входа в школу, чтобы разбаррикадировать его и дать бойцам его группы войти в здание. Стрелявший в Бочарова террорист подбежал к лежавшему на полу коридора раненому офицеру, но Бочаров притворился мёртвым, и боевик не стал добивать его. Позднее потерявшего сознание Вячеслава, придавленного рухнувшей кровлей, нашли участвовавшие в штурме спецназовцы.
Из-за сильного повреждения лица Вячеслава Бочарова долго не могли опознать, и в течение нескольких дней после теракта в Беслане он считался пропавшим без вести. Некоторые СМИ по ошибке распространили сообщения, что во время штурма бесланской школы погибло не 10, а 11 бойцов «Альфы» и «Вымпела»: одиннадцатой в этих списках была указана фамилия Бочарова. Ситуация прояснилась только после того, как ослепший из-за контузии Бочаров, очнувшись в одном из госпиталей Владикавказа, наощупь написал на листке бумаги свою фамилию и место работы. Бочарова перевели в госпиталь ФСБ, а затем — в военный госпиталь имени Бурденко, где он более двух недель провёл в реанимации. Состояние Вячеслава оценивалось как критическое. Попавшая ему в голову пуля оторвала у него половину лица, в том числе челюсть и нёбо, и повредила нос. Врачам потребовалось провести дюжину хирургических операций, чтобы восстановить лицо Бочарова, а ему самому пришлось вновь учиться самостоятельно передвигаться, дышать, есть и говорить.
За мужество и героизм, проявленные в ходе освобождения заложников в Беслане, 11 октября 2004 года указом президента России Владимира Путина Вячеславу Бочарову было присвоено звание Героя России.
Сразу после выписки из госпиталя Бочаров вернулся на работу в «Вымпел» и продолжил выезжать в боевые командировки. Он прослужил в ЦСН ФСБ ещё шесть лет и был уволен в запас в октябре 2010 года.

### После выхода в отставку
После увольнения в запас Вячеслав Бочаров стал активно заниматься патриотическим воспитанием молодёжи. Бочаров состоит в Исполкоме Паралимпийского комитета России, Общественном совете при Министерстве обороны России, «Российском союзе ветеранов Афганистана», является членом правления «Российской ассоциации Героев». Также он возглавляет редакционный совет газеты «Вестник героев» и благотворительный фонд «Солдаты XXI века против войн».
По указу президента Путина в феврале 2014 года Вячеслав Бочаров был введён в состав Общественной палаты России. В 2015—2017 годах Бочаров исполнял обязанности первого заместителя секретаря Общественной палаты, а с 21 апреля по 19 июня 2017 года был её секретарём. По окончании срока полномочий его вновь назначили первым заместителем секретаря ОП РФ. Он руководит работой комитетов по противодействию коррупции и занимается рассмотрением обращений граждан, вопросами этики и регламента.
На президентских выборах 2018 года Бочаров являлся доверенным лицом кандидата в президенты России Владимира Путина.
В 2024 году был доверенным лицом кандидата в президенты России Владимира Путина.

## Санкции
23 июня 2023 года, из-за вторжения России на Украину, Бочаров попал под санкции всех стран Евросоюза за действия, которые подрывают или угрожают территориальной целостности, суверенитету и независимости Украины:

Вячеслав Бочаров является членом рабочей группы, созданной президентом Путиным в декабре 2022 года, в задачи которой входит координация мобилизационных усилий России для поддержки её агрессивной войны против Украины. Помимо своей роли в рабочей группе, он является первым заместителем председателя Общественной палаты России и активно поддерживает российское вторжение в Украину— «Официальный журнал Европейского союза», Брюссель, 23 июня 2023 года

## Награды и звания
Советские и российские государственные награды:
- Герой Российской Федерации (11 октября 2004)
- орден Красной Звезды
- орден «За военные заслуги»
- орден Дружбы[25]
- медали, в том числе:
  - медаль «За отвагу»
  - медали ордена «За заслуги перед Отечеством» I и II степеней с изображением мечей

Иностранные государственные награды:
- орден Звезды III степени (Афганистан)

14 февраля 2007 года по решению Фонда регионального развития В. А. Бочарову присуждена премия «Герой нашего времени». Международный детский фонд присвоил Бочарову почётное звание «Рыцарь детства». В 2014 году Фонд В. С. Высоцкого присудил ему премию имени Высоцкого «Своя колея».
Бюст Бочарова был установлен на Аллее Героев Рязанского высшего воздушно-десантного командного училища. В 2009 году он стал почётным гражданином своего родного города Донской Тульской области.

## Семья
Вячеслав Бочаров женат, у него двое детей. Сын — инженер на предприятии оборонной промышленности, дочь — юрист по образованию, учит детей русским народным танцам.